# Skärgårdslinjen

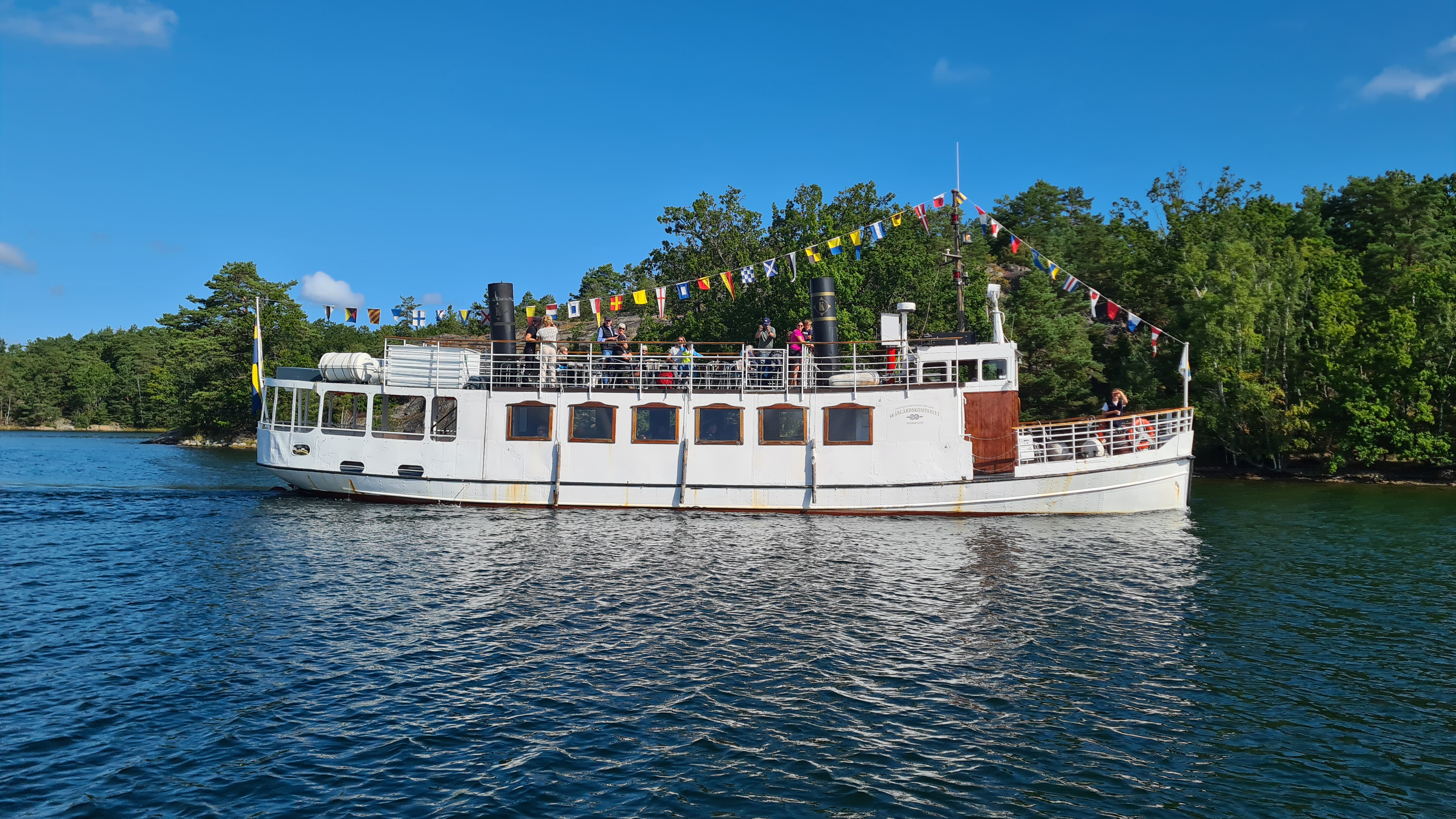
M/S Ellen af Harstena i Armnösundet

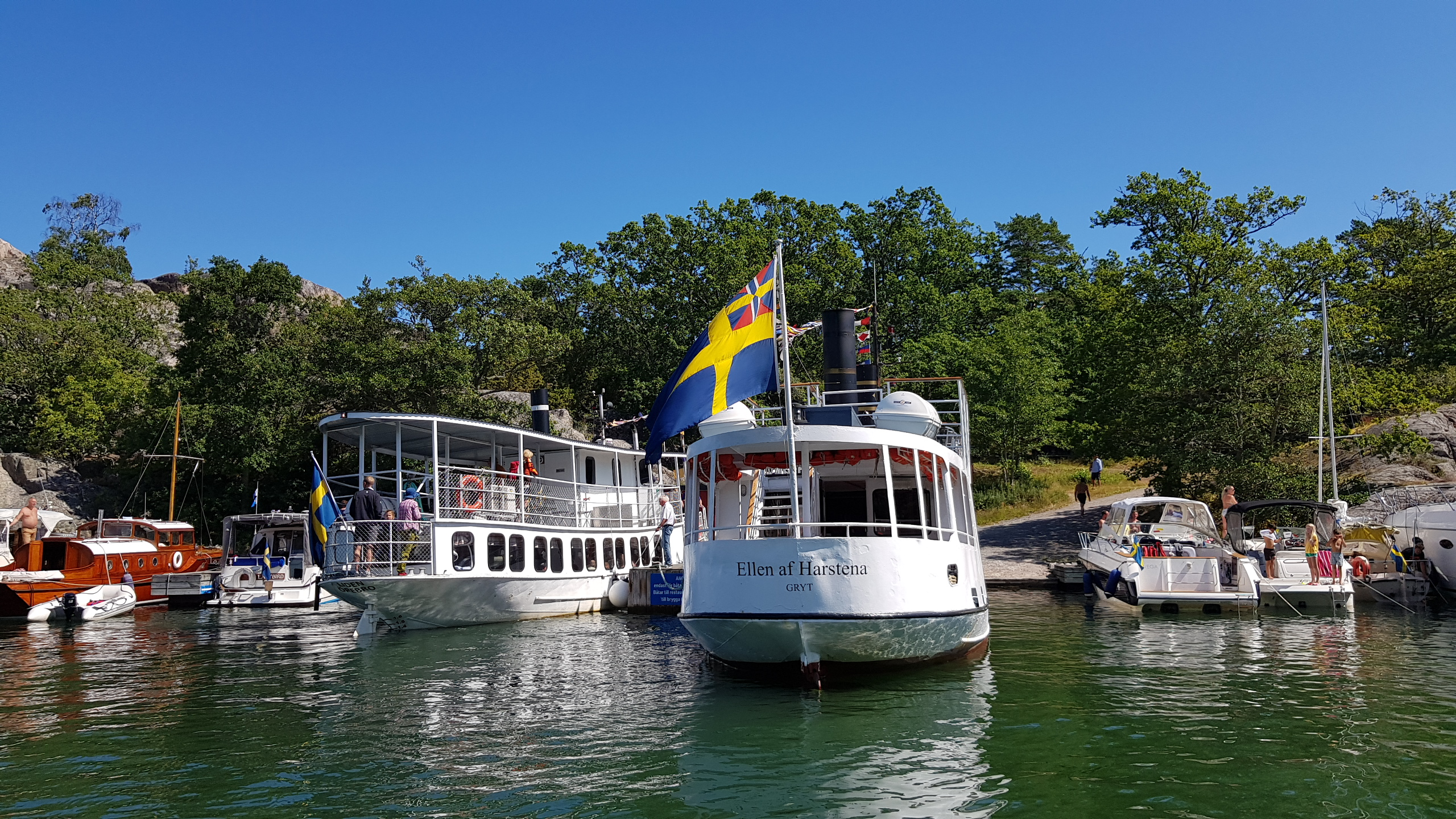
M/S Ellen af Harstena och M/S Svanö i Harstenas hamn

Skärgårdslinjen är en båtlinje i Östergötland. Den trafikerar öar i Arkösunds, Sankt Annas och Gryts skärgårdar.
Det populäraste besöksmålet är ön Harstena, men man kan även besöka öar som Kopparholmarna, Gräsmarö och Ämtö. Skärgårdslinjen utgår från Arkösund, Tyrislöt och Fyrudden och knutpunkt där man kan byta båtlinje är Harstena. Man kan även boka boende på ett antal av de öar som finns längs rutten.